# Salvia africana-caerulea
Salvia africana-caerulea là một loài thực vật có hoa trong họ Hoa môi. Loài này được Carl von Linné miêu tả khoa học đầu tiên năm 1753.

## Hình ảnh

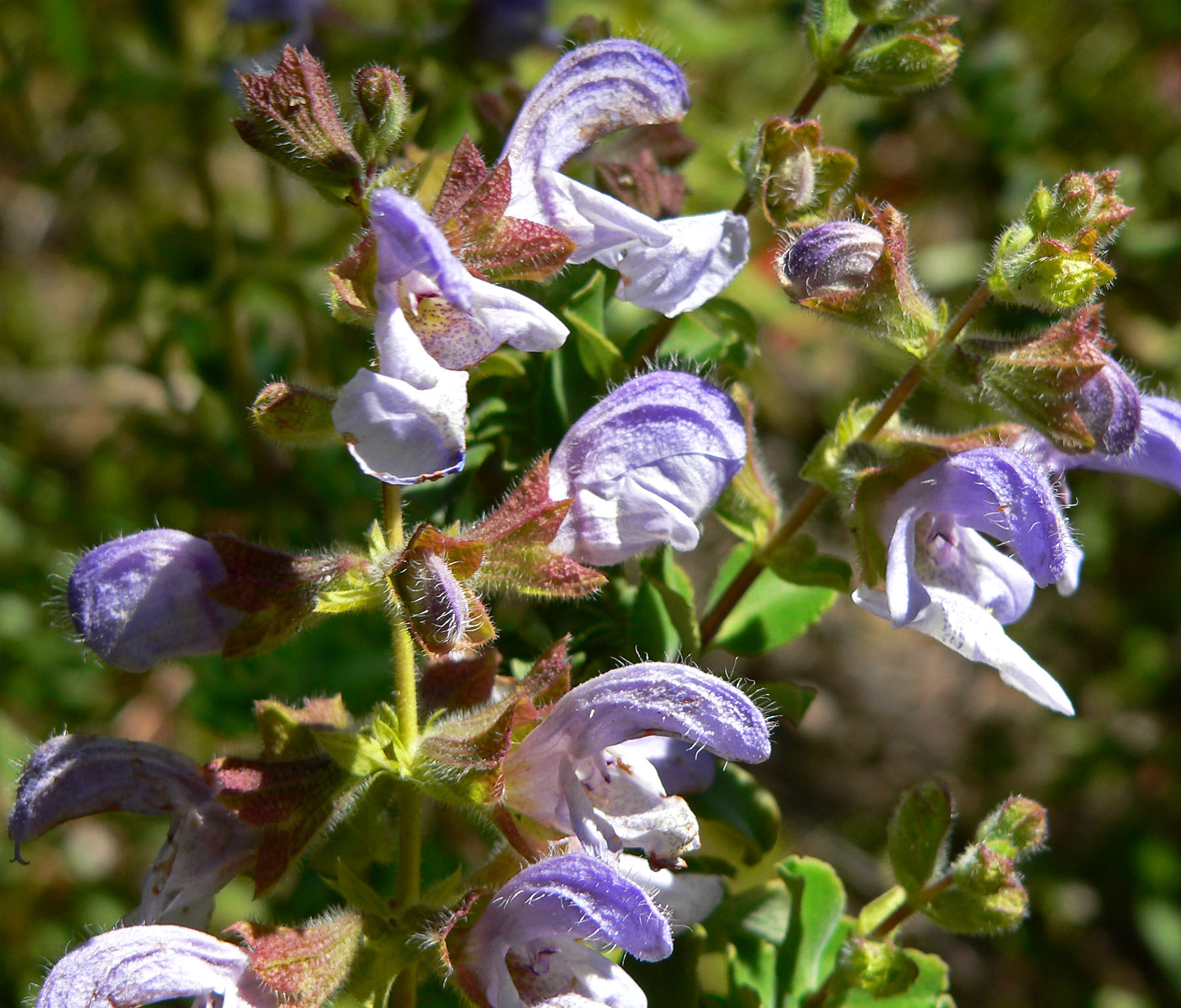